# Carvalhal de Vermilhas
Carvalhal de Vermilhas ist ein Ort und eine ehemalige Gemeinde (Freguesia) im portugiesischen Kreis (Concelho) von Vouzela. Die Gemeinde hatte 215 Einwohner (Stand 30. Juni 2011).
Mit der Gebietsreform vom 29. September 2013 wurden die Gemeinden Carvalhal de Vermilhas und Cambra zur neuen Gemeinde União das Freguesias de Cambra e Carvalhal de Vermilhas zusammengeschlossen.
Mit dem Dólmen da Lapa de Meruge liegt eine Megalithanlage aus der Jungsteinzeit im Gemeindegebiet.